# Atletica leggera femminile ai Giochi della XXIII Olimpiade
Ai Giochi della XXIII Olimpiade di Los Angeles 1984 sono stati assegnati 17 titoli nell'atletica leggera femminile.

## Calendario
| Gare                    |                         |             |             |   |            |        |                   |                   |    |    |  |
|                         | 100 m                   | 100 m       |             |   | 200 m      | 200 m  |                   | Staffetta 4x100 m | 17 |    |  |
|                         | 400 m                   | 400 m       | 400 m       |   |            |        | Staffetta 4x400 m | Staffetta 4x400 m | 17 |    |  |
| 800 m                   | 800 m                   |             | 800 m       |   |            | 1500 m |                   | 1500 m            | 17 |    |  |
|                         |                         | Maratona    |             |   | 3000 m     |        | 3000 m            |                   | 17 |    |  |
|                         |                         | 400 m ost.  | 400 m ost.  |   | 400 m ost. |        | 100 m ost.        | 100 m ost.        | 17 |    |  |
|                         |                         |             |             |   |            | Alto   | Alto              |                   | 17 |    |  |
| Peso                    |                         | Giavellotto | Giavellotto |   | Lungo      | Lungo  | Disco             | Disco             | 17 |    |  |
| Eptathlon (1ª giornata) | Eptathlon (2ª giornata) |             |             |   |            |        |                   |                   | 17 |    |  |
|                         |                         |             |             |   |            |        |                   |                   |    |    |  |
| Titoli                  | 1                       | 1           | 2           | 3 | -          | 1      | 2                 | 2                 | 5  | 17 |  |

|  | Qualificazioni |  | Finali |

Il programma femminile termina sabato 11 in quanto domenica 12 è prevista solo la Maratona maschile. Il programma è distribuito su nove giorni, di cui otto sono i giorni di gara: l'edizione statunitense si pone in continuità con le edizioni precedenti.
Le tre nuove gare vengono inserite in calendario con criteri di razionalità:
- I 400 ostacoli sono collocati all'inizio del periodo di gare, mentre i 100 si disputano alla fine (nel programma maschile - chissà perché - le due gare sono sovrapposte);
- La maratona è disputata di domenica (il giorno 5), nella stessa collocazione di prestigio della gara maschile (che si tiene il 12);
- I 3000 metri sono collocati nella parte finale del programma per equilibrare la presenza di quattro corse nella prima parte. Lo schema è il seguente:

| Prima parte    | Seconda parte  |
| -------------- | -------------- |
| 100 metri      | 200 metri      |
| 400 metri      | 1500 metri     |
| 800 metri      | 3000 metri     |
| 400 m ostacoli | 100 m ostacoli |

Come a Mosca 1980, la staffetta 4x100 si disputa in una sola giornata.

## Nuovi record
| Fanno il loro esordio    | 4 specialità:  | 3.000 m, maratona e 400 hs. L'eptathlon sostituisce il pentathlon.                                                     |
| Nessun record mondiale.  |                | |
| Nuovo record olimpico in | 10 specialità: | 100 m, 200 m, 400 m, 3.000 m, 400 hs, staffetta 4×400 m, maratona, salto in alto, lancio del giavellotto ed eptathlon. |

## Risultati delle gare
| Specialità | Oro | Risultato | Argento                                                                               | Risultato | Bronzo                                                                        | Risultato | Dettagli            |
| --- | --- | --------- | ------------------------------------------------------------------------------------- | --------- | ----------------------------------------------------------------------------- | --------- | ------------------- |
| 100 m | Evelyn Ashford | 10"97     | Alice Brown                                                                           | 11"13     | Merlene Ottey                                                                 | 11"16     | Classifica completa |
| 200 m | Valerie Brisco-Hooks                                                                                              | 21"81     | Florence Griffith                                                                     | 22"04     | Merlene Ottey                                                                 | 22"09     | Classifica completa |
| 400 m | Valerie Brisco-Hooks                                                                                              | 48"83     | Chandra Cheeseborough                                                                 | 49"05     | Kathy Smallwood-Cook                                                          | 49"42     | Classifica completa |
| 800 m | Doina Melinte | 1'57"60   | Kim Gallagher                                                                         | 1'58"63   | Fiţa Lovin                                                                    | 1'58"83   | Classifica completa |
| 1.500 m | Gabriella Dorio                                                                                                   | 4'03"25   | Doina Melinte                                                                         | 4'03"76   | Maricica Puică                                                                | 4'04"15   | Classifica completa |
| 3.000 m | Maricica Puică | 8'35"96   | Wendy Smith-Sly                                                                       | 8'39"47   | Lynn Williams                                                                 | 8'42"14   | Classifica completa |
| 100 m ostacoli | Benita Fitzgerald-Brown                                                                                           | 12"84     | Shirley Strong                                                                        | 12"88     | Michèle Chardonnet                                                            | 13"06     | Classifica completa |
| 100 m ostacoli | Benita Fitzgerald-Brown                                                                                           | 12"84     | Shirley Strong                                                                        | 12"88     | Kim Turner                                                                    | 13"06     | Classifica completa |
| 400 m ostacoli | Nawal El Moutawakel                                                                                               | 54"61     | Judi Brown                                                                            | 55"20     | Cristieana Cojocaru                                                           | 55"41     | Classifica completa |
| Maratona | Joan Benoit | 2h24'52"  | Grete Waitz                                                                           | 2h26'18"  | Rosa Mota                                                                     | 2h26'57"  | Classifica completa |
| Salto in alto | Ulrike Meyfarth                                                                                                   | 2,02 m    | Sara Simeoni                                                                          | 2,00 m    | Joni Huntley                                                                  | 1,97 m    | Classifica completa |
| Salto in lungo | Anișoara Cușmir-Stanciu                                                                                           | 6,96 m    | Vali Ionescu                                                                          | 6,81 m    | Sue Hearnshaw                                                                 | 6,80 m    | Classifica completa |
| Getto del peso | Claudia Losch | 20,48 m   | Mihaela Loghin                                                                        | 20,47 m   | Gael Martin                                                                   | 19,19 m   | Classifica completa |
| Lancio del disco | Ria Stalman | 65,36 m   | Leslie Deniz                                                                          | 64,86 m   | Florența Crăciunescu                                                          | 63,64 m   | Classifica completa |
| Lancio del giavellotto | Tessa Sanderson                                                                                                   | 69,56 m   | Tiina Lillak                                                                          | 69,00 m   | Fatima Whitbread                                                              | 67,14 m   | Classifica completa |
| Eptathlon | Glynis Nunn | 6.390 p.  | Jackie Joyner-Kersee                                                                  | 6.385 p.  | Sabine Everts                                                                 | 6.363 p.  | Classifica completa |
| Staffetta 4×100 m | Stati Uniti Alice Brown Jeanette Bolden Chandra Cheeseborough Evelyn Ashford                                      | 42"11     | Canada Angela Bailey Marita Payne Angella Taylor-Issajenko France Gareau              | 42"77     | Regno Unito Simone Jacobs Kathy Smallwood-Cook Beverley Goddard Heather Hunte | 43"11     | Classifica completa |
| Staffetta 4×400 m | Stati Uniti Lillie Leatherwood Sherri Howard Valerie Brisco-Hooks Chandra Cheeseborough Diane Dixon Denean Howard | 3'18"29   | Canada Charmaine Crooks Jillian Richardson Molly Killingbeck Marita Payne Dana Wright | 3'21"21   | Germania Ovest Heike Schulte-Mattler Ute Thimm Heidi-Elke Gaugel Gaby Bußmann | 3'22"98   | Classifica completa |
| record mondiale; record olimpico; record mondiale stagionale; record africano; record asiatico; record europeo; record nord-centroamericano e caraibico; record sudamericano; record oceaniano; record nazionale; record personale; record personale stagionale. | |           |                                                                                       |           |                                                                               |           |                     |